# 草屯 (大字)
草屯，原稱草鞋墩，是臺灣南投縣草屯鎮的一個傳統地域名稱，也是全鎮行政中心所在地，位於該鎮西部。相較於今日行政區，其範圍大致包括玉峰里、炎峰里、中正里、和平里、中山里、敦和里、北投里東南端。

## 歷史
台灣清治末期至日治初期，草屯地區為一街庄，稱為「草鞋墩庄」，隸屬於北投堡。該庄西北及北與新庄為鄰，東北與番仔田庄、牛屎崎庄為鄰，東與匏仔藔庄為鄰，東南邊為山腳庄，南邊為林仔頭庄，西南邊為北投埔庄。
1901年（日治明治三十四年）11月，全台廢縣廳改設二十廳，該庄隸屬於南投廳。1903年（明治三十六年）6月，該庄編入「草鞋墩區」，隸屬於南投廳。1909年（明治四十二年）10月，合併二十廳為十二廳，草鞋墩區仍隸屬於南投廳。1920年（大正九年），全台地方制度大改正，廢十二廳改設五州二廳，該庄改制並改名為「草屯」大字，隸屬於臺中州南投郡草屯庄。1938年（昭和十三年），草屯庄升格為草屯街。
戰後草屯街改制為草屯鎮，隸屬於臺中縣，大字亦改制為里。1950年10月，中、彰、投分治，草屯鎮改隸屬南投縣。

## 聚落
本地區發展較早的聚落有草鞋墩、庄了、下庄、崎仔頭等，在日治期初期的官方地圖上已有記載。

## 交通
省道台3線（成功路一段、草溪路）俗稱「內山公路」，是臺北至屏東的幹道，大致以東北微北—西南微南走向由草屯地區北部邊界中央偏東處入境，經省道台14線路口後進入市區西部，其後轉南再轉西南微南出市區，近本地區南部邊界處再轉南出境。由該道路向東北微北經省道台3甲線起點路口後可前往霧峰、大里、台中市區、北屯等地，向南可前往南投、名間、竹山、林內等地。
省道台3甲線（中正路、太平路一段）是草屯至南投的幹道，大致以北北東—南南西走向由本地區北部邊界東側入境後轉西南微南進入市區，經省道台14線路口後續行，經芬草路一段路口後轉南南西，出境一小段後再段入境，於本地區南部凸出部分的南部邊界東側出境。由該道路向北北東可前往番子田與牛屎崎交界地帶並止於省道台3線路口，向南南西可前往山腳西部、營盤口、林子、半山、牛運堀、南投市區、三塊厝、茄苳腳北部並止於省道台3線另一路口。
省道台14線（博愛路）是彰化至南投廬山的幹道，大致以西北—東南走向由本地區西北部凸出部分的西北側入境後轉東南東，經省道台63甲線終點路口、省道台3線路口、省道台3甲線路口後，繞大彎轉東南出境。由該道路向西北經國道3號草屯交流道後可前往芬園、彰化中庄子並止於省道台1線路口，向東南繞大彎轉南再轉東微南可前往國姓、埔里、仁愛（霧社）、廬山等地。
省道台63甲線（新豐路）又稱「中投公路草屯支線」，是中投公路草屯一交流道至草屯市區的平面幹道，其南側端點位於本地區北部略偏西的省道台14線路口。由此向北北東出境後轉北可前往新庄東部、番子田並止於其中部偏西北的省道台63線路口。
縣道148號（碧山路、碧山南路）是王功至草屯的道路，其東側端點位於本地區中部的省道台3線路口。由此向西轉西南西出境後，可前往芬園南部、員林、埔心、溪湖、二林北部、芳苑中部的王功等地。
鄉道投1線（日新街）是溪底仔至新庄的道路，其南側端點位於本地區北部邊界中央外緣的鄉道投3線路口。由此向北微東轉北北西經新庄西部可前往番子田並止於其北部偏西的溪底子聚落東北側鄉道投2線路口。
鄉道投3線（芬草路二段）是水汴頭至新庄橋的道路，其東側端點位於本地區北部的省道台63甲線路口。由此向西北出境後可前往新庄並止於省道台14線路口。
鄉道投6線（敦和路、信義街、敦和南路、敦和路）是北投至草屯的道路，其東側端點位於本地區中部的省道台3線路口。由此向西微南轉西，至敦和南路口轉西南西，至信義街口轉北微西再順路轉北，至敦和路口轉西再順路轉西北西，經本地區西部凸出部分北側邊界後出境，可前往新庄地區的北投新街聚落並止於鄉道投9線路口。
鄉道投9線（史館路）是新庄至阿法庄的道路，大致以北北西—南南東走向經過本地區西部凸出部分的西側邊界。由該道路向北北西可前往新庄地區的北投聚落、新庄與草屯交界地帶並止於省道台14線路口，向南南東可前往新庄與北投埔交界地帶、北投埔、林子頭西南部的阿法庄並止於省道台3線路口。

## 學校
- 草屯國中
- 草屯國小
- 炎峰國小
- 敦和國小

## 文化資產
- 草屯國民小學禮堂（歷史建築）

## 史前遺址
- 草鞋墩遺址

## 廟宇
- 草屯惠德宮（關帝廟）

## 景點
- 三邊堂